# Anna Zelíková
Serva de Deus Anna Marie Zelíková, TOCarm (19 de julho de 1924, Napajedla – 11 de setembro de 1941, Napajedla) foi membro da Ordem Terceira Carmelita e expiatória voluntária pelos pecados de matar crianças em gestação.

## Vida
Ela nasceu filha do carpinteiro Alois Zelík e Anna nascida Jirsáková, filha de um sapateiro vienense. As irmãs da Santa Cruz tiveram grande influência em sua formação religiosa, no Instituto Educacional Ludmila de Napajedel, que frequentou. Sua primeira comunhão no dia 25 de sua vida Maio de 1933, marcou um ponto de virada decisivo em sua vida, após o qual seu comportamento mudou significativamente. Ficou cativada pelo exemplo da então recentemente canonizada Teresa de Lisieux, participou nos exercícios, ia à Santa Missa praticamente todos os dias e fundou um círculo eucarístico na escola.
Na Quinta-feira Santa de 1938, ela acidentalmente soube do assassinato de crianças em gestação, o que a chocou tanto que ela se ofereceu como sacrifício propiciatório por esses pecados. Quando no dia seguinte, Sexta-feira Santa em 15 de abril de 1938 ela repetiu esta oferta, apareceram os primeiros sintomas de tuberculose, que teve uma inclinação depois de sua mãe (ela sucumbiu à doença em 1949). Apesar da doença progressiva, além da escola, ela também se dedicou integralmente ao trabalho no agregado familiar e no campo, o que não contribuiu para a sua saúde. Nos últimos anos de sua vida, encontrou apoio espiritual com sua irmã Ludmila Tichopádová e com o posterior bispo de České Budějovice, Dr. Josef Hlouch. Por não poder ingressar no mosteiro carmelita de Praga, como desejava, por motivo de doença, foi aceita na terceira ordem carmelita, recebeu o nome religioso de Maria do Sagrado Coração de Jesus, e emitiu os votos religiosos no dia 7 de fevereiro de 1941. Sentindo que Jesus havia aceitado o sacrifício oferecido, ela morreu em 11 de setembro de 1941.
Entre 1991 a 1995 foi realizada uma investigação na Arquidiocese de Olomouc, que iniciou o processo de beatificação de Anna Zelíková.

### Literatura
- Hanuš, Jiří (2005). Malý slovník osobností českého katolicismu 20. století s antologií textů. Brno: Centrum pro studium demokracie a kultury. p. 176. 308 páginas. ISBN 80-7325-029-2
- Graubner, Jan (2011). Anička Zelíková. Brno: Kartuziánské nakladatelství. 284 páginas. ISBN 978-80-86953-87-8